# 維多利亞·德·洛斯·安赫萊斯
維多利亞·德·洛斯·安赫莱斯·洛珮茲·加西亞（西班牙語：Victoria de los Ángeles López García，1923年11月1日—2005年1月15日），西班牙籍歌劇女高音演唱家。她於1940年代初出道，1970年代中期達致事業頂峰。1979年起，安赫莱斯減少參與歌劇全劇的演出，轉而舉辦法國和西班牙民歌的独唱會。她還在1992年巴塞隆納奧運會上獻唱過。她能演唱抒情斯宾托女高音，花腔女高音，以及花腔技巧很难的女中音。一生共留下了80多款歌剧录音，其中包括21部完整的歌剧录音。

## 早年生平
安赫萊斯出生於加泰隆尼亞巴塞隆納的一個貧苦家庭。後來幸運得以入讀巴塞隆納音樂學院，並在修讀三年後的1941年畢業。同年，18歲的安赫萊斯在里西奧大劇院首次登台作畢業演出，主演普契尼《波希米亞人》中的女主角——咪咪。其後安赫萊斯回到音樂學院，繼續進修。
1945年，安赫萊斯回到里西奧大劇院作首次專業演出，主演莫札特《費加羅的婚禮》中的伯爵夫人羅西娜。1947年，安赫萊斯贏得日內瓦國際歌唱大賽冠軍，並在次年，在倫敦與BBC合作，主唱了法雅的《人生苦短 (La Vida Breve)》。

## 事業高峰
1949年，安赫萊斯以出演古諾《浮士德》中的瑪格莉特，完成在巴黎歌劇院的首演。次年，她分別在萨尔茨堡和倫敦皇家歌劇院，以普契尼《波希米亞人》中的女主角咪咪，作為首次亮相節目，並成功在紐約卡耐基音樂廳舉行個人演唱會。1951年3月17日，安赫萊斯首次以浮士德》中的瑪格莉特，首次登上了紐約大都會歌劇院的舞台，並開始兩者之間，十年的合作生涯。1950 - 1956年，安赫萊斯都有在斯卡拉大劇院演唱，1957年則轉赴維也納國立歌劇院演唱。
1961年，安赫萊斯在拜罗伊特音樂節首次亮相，飾演華格納《汤豪瑟》中伊利莎白一角。從此以後，安赫萊斯將事業重心轉移到個人音樂會上，但偶然也會出演全套歌劇，特別是在1960-1970年代，安赫萊斯曾多次飾演比才筆下的卡門。
由於安赫萊斯的演唱音域較接近女中音，因此安赫萊斯在1960年在汤玛斯·比彻姆指揮下所錄的《卡門》，至今仍被奉為經典，也令安赫萊斯贏得「萬中無一的卡門(a Carmen in a thousand)」的稱譽。
而安赫萊斯在傳統女高音角色的表現也毫不遜色。她對莫札特《唐·喬望尼》、馬斯內《曼儂》、莱翁卡瓦洛《丑角》、威爾第《奧泰羅》、《茶花女》和德布西《佩利亞斯與梅麗桑德》中女主角的刻劃，都獲不少人的認同和讚賞。她和蒙特賽拉特·卡芭葉同被譽為美聲歌劇的代表唱家。

## 後期狀況
安赫萊斯自1960年代其就將事業重心轉移到個人音樂會上。而和他經常合作的鋼琴伴奏，分別是英國鋼琴家傑拉德·摩爾和澳大利亞籍的傑弗里·帕爾遜。安赫萊斯的音樂會最後一首歌，往往會自彈吉他唱出西班牙地方的民歌。有時，她也會和同時代的名家，如伊丽莎白·舒瓦兹科普夫爵士和迪特里希·费雪尔-迪斯考。
2005年，維多利亞·德·洛斯·安赫萊斯病逝於巴塞隆納。據守護她的親近人士表示，她的聲音至死依舊美妙。

## 家庭
安赫萊斯與和時為法律系學生的恩利克·馬格里牙 () 於1948年結婚，並育有兩名兒子，其中一子至今仍然在生。而恩利克日後成為了安赫萊斯的經理人。

## 備註及參考資料
1. ^  紐約太陽報相關報導 （页面存档备份，存于）
2. ^  Amazon.com相關樂評 （页面存档备份，存于）
3. ^  紐約太陽報相關報導 （页面存档备份，存于）
4. ^  EMI：法雅 (Falla)作品集之介紹小冊子 第15頁 ISBN B00005NW06
5. ^  Timesonline相關報導 （页面存档备份，存于）

- Warrack, J. & West, E. (1996). The Concise Oxford Dictionary of Opera - 3rd Edition. New York, NY: Oxford University Press. Page 299. ISBN 0-19-280028-0.
- Kennedy M.(2004). The Concise Oxford Dictionary of Music - 4th Edition. New York, NY: Oxford University Press. Page 434. ISBN 0-19-860884-5.